# Klaus Zmorek
Klaus Zmorek (* 4. Dezember 1957 in Lemberg (Pfalz)) ist ein deutscher Schauspieler.

## Leben und Werk
Nach seiner Schauspielausbildung von 1981 bis 1983 an der Hochschule für Musik und Darstellende Kunst Frankfurt am Main und einer Weiterbildung in Camera Acting in Los Angeles Kalifornien folgten Theaterengagements am Theater am Turm, am Schauspielhaus Basel, am Schauspielhaus Wien und am Deutschen Schauspielhaus in Hamburg, ehe er ab 2018 am Schauspiel des Theater Bonn ein mehrjähriges Engagement unter der Intendanz von Peter Eschberg antrat. Während dieser Zeit spielte er in klassischen Stücken wie Schillers Die Räuber und Don Karlos sowie in Aristophanes’ Lysistrata, aber auch in modernen Werken wie Die Palästinenserin von Joshua Sobol.
Parallel zu seiner Bühnentätigkeit begann Zmorek Mitte der 1990er Jahre auch eine Film- und Fernsehkarriere. Neben diversen Rollen in Fernsehserien und -filmen wie Das Wunder von Lengede und Alarm für Cobra 11 – Die Autobahnpolizei verkörperte er von 2007 bis 2009 die Rolle des Adrian Degenhardt in der Fernsehserie Verbotene Liebe.
2012 spielte er im Film Milchgeld. Ein Kluftingerkrimi mit, aus der Krimireihe Kluftinger. Von 2014 bis 2015 übernahm Zmorek für 200 Folgen die männliche Hauptrolle der elften Staffel der Telenovela Rote Rosen an der Seite von Jenny Jürgens.

## Filmografie (Auswahl)
- 1996: Das verletzte Lächeln
- 1995–2003: Die Wache (Fernsehserie, 4 Folgen)
- 1996: Sperling und sein Spiel gegen alle
- 1997, 1998: Marienhof (Fernsehserie, 10 Folgen)
- 1998: Wolffs Revier (Fernsehserie, 1 Folge)
- 1999–2000: Mallorca – Suche nach dem Paradies (Fernsehserie, 165 Folgen)
- 1999: Der Fahnder (Fernsehserie, 1 Folge)
- 1999: Curiosity & the Cat
- 2001: Wilsberg und der Schuss im Morgengrauen
- 2001–2018: Alarm für Cobra 11 – Die Autobahnpolizei (4 Folgen)
- 2003: Kunden und andere Katastrophen
- 2003: Das Wunder von Lengede
- 2005: Falscher Bekenner
- 2005: Antikörper
- 2006: Nicht ohne meine Schwiegereltern
- 2007–2009: Verbotene Liebe (Fernsehserie, 263 Folgen)
- 2008: Entführt – Ich hol’ dich da raus!
- 2010: Die Rosenheim-Cops – Mord auf Rezept
- 2011: Pilgerfahrt nach Padua
- 2011: An einem Tag in Duisburg – Todesfalle Loveparade
- 2011: Holger sacht nix
- 2012: Milchgeld. Ein Kluftingerkrimi
- 2013: Banklady
- 2013: Koslowski & Haferkamp (Fernsehserie, 1 Folge)
- 2013: Heldt – Tod in der Nachbarschaft
- 2013: Der Staatsanwalt –  Bis aufs Blut
- 2014: Frauchen und die Deiwelsmilch
- 2014–2015: Rote Rosen (Fernsehserie, 200 Folgen)
- 2017: Professor T. (Fernsehserie) – Folge 4
- 2017: Die Füchsin – Spur auf der Halde
- 2018: Steig. Nicht. Aus!
- 2019: SOKO Wismar – Lebe lieber unterirdisch
- 2020: Der Staatsanwalt – Spiel, Satz, Tod
- 2020: Marie Brand und die falschen Freunde
- 2023: Tatort: Die Nacht der Kommissare